# Судьїн Володимир Миколайович
Володи́мир Микола́йович Судьїн (рос. Владимир Николаевич Судьин; 29 липня 1938, м. Київ, УРСР — 14 липня 2021, Київ, Україна) — радянський і український театральний режисер, театральний педагог, актор. Професор. Заслужений діяч мистецтв України (1993).

## Біографія
Володимир Судьїн народився в Києві 29 липня 1938 року. У 1961 році закінчив Київський державний інститут театрального мистецтва ім. І. К. Карпенка-Карого. Заслужений діяч мистецтв України з 1993 року. Професор кафедри режисури драми Київського національного університету театру, кіно і телебачення ім. І. К. Карпенка-Карого з 1994 року. Як художній керівник здійснив 15 випусків режисерів і три випуски акторських курсів (станом на 2015 рік).
Викладав основи режисури для сценографів у Національній академії зображального мистецтва і архітектури (Київ). Викладав режисуру і акторську майстерність у Національній академії керівних кадрів культури і мистецтв Міністерства культури України (Київ), у студії Київського театру оперети, де познайомився з Наталією Мелешко, що стала його дружиною.
Серед учнів Володимира Судьїна: Володимир Петров (професор студії МХАТ СРСР, головний режисер Воронезького драматичного театру ім. Кольцова), Олександр Клековкін (доктор мистецтвознавства, професор), Аттіла Виднянський (українсько-угорський режисер, засновник і художній керівник Угорського закарпатського театру ім. Д. Ієша у Береговому), Андрій Май (режисер, куратор театральних фестивалів), Андрій Білоус (режисер, художній керівник Київського Молодого театру), Віталій Кіно (режисер, художній керівник Центру мистецтв «Новий український театр»), Олександр Мірошниченко (Олександр Вітер) (режисер, драматург, засновник театру «МІСТ»). Учні Судьїна працюють у театрах Алжиру, В'єтнаму, Ізраїлю, Коста-Рики, Мексики, Монголії, Швеції, Ефіопії.
Був головою Державної екзаменаційної комісії у Київському інституті культури, Харківському інституті театрального мистецтва, Дніпропетровському театральному училищі, Сімферопольському училищі культури, Державній академії керівних кадрів культури і мистецтв.
Автор понад 100 публікацій у журналах «Український театр», «Ukraine», «Театр і кіно», газетах «Культура і життя», «Голос України», збірці «У пошуках театру» тощо.
Нагороджений медалями СРСР, орденом святого архістратига Михаїла (УПЦ КП).
Помер в Києві 14 липня 2021 року.

## Творча біографія
- 1961—1963 — Криворізький руський драматичний театр ім. Т. Г. Шевченка, режисер-постановник («Таня» Олексія Арбузова, «Глеб Космачёв» Михаїла Шатрова, «Снежная королева» Євгена Шварца);
- 1964—1970 — Київський театр юного глядача ім. Ленінського комсомолу, режисер-постановник («Маленький принц» А. де Сент-Екзюпері, «Белоснежка и семь гномов», «Золушка», «Мой бедный Марат» Олексія Арбузова);
- 1970—1972 — асистентура-стажування при Київському державному інституті театрального мистецтва ім. І. К. Карпенка-Карого (КДІТМИС);
- 1970—1975 — Київський інститут культури, художній керівник курсу режисерів;
- з 1972 — КДІТМИС, кафедра режисури драми, старший викладач;
- з 1982 — доцент, затверджений ВАК СРСР;
- 1986—1989 — декан факультету театрального мистецтва;
- 1987—1989 — в. о. завідувача кафедри режисури драми;
- 1989—2000 — завідувач кафедри акторського мистецтва і режисури драми;
- 1993 — заслужений діяч мистецтв України;
- 1994 — професор кафедри режисури драми, затверджений ВАК України;
- 2007—2012 — Київський інститут культури, художній керівник курсу режисерів і акторів.

## Фільмографія
Знімався у кинофільмах виробництва київської кіностудії ім. О. П. Довженка:
- 1953 — Нерозлучні друзі — Вадим Попов
- 1954 — Стьопа-капітан
- 1958 — Прапори на баштах — Ігор
- 1958 — Киянка — Шура, син Якова в дорослому віці
- 1960 — Це було навесні